# Sela pri Šmarju
Sela pri Šmarju so naselje v Občini Grosuplje.